# Eurodanceweb Award
L’Eurodanceweb Award è un concorso musicale internazionale non profit dedicato alla musica da discoteca, nato nel 2001 dall'idea di un team di disc jockey italiani e maltesi. Obiettivo principale di questa manifestazione è la promozione della musica dance di tutta Europa e del Bacino del Mediterraneo, dando spazio soprattutto alle canzoni interpretate nelle lingue nazionali.
Ogni anno, dopo un attento monitoraggio del panorama discografico internazionale, la redazione del sito Eurodanceweb.com seleziona il brano più rappresentativo del panorama dance di ciascun Paese europeo e del Medio Oriente. Le canzoni così selezionate vengono successivamente votate da una giura composta da disc jockey, giornalisti, produttori, speaker e webmaster di popolari siti e blog di informazione musicale.
Il brano vincitore si aggiudica l'Eurodanceweb Award, un riconoscimento che negli anni ha acquisito sempre maggiore prestigio, divenendo un importante canale promozionale a livello mondiale.
Dal 2007 anche il pubblico può eleggere il proprio brano preferito, votando in un apposito Poll Online, pubblicato sul sito ufficiale della manifestazione.
Questi i vincitori delle passate edizioni del concorso:
| Anno | Paese       | Artista                     | Brano                   |
| ---- | ----------- | --------------------------- | ----------------------- |
| 2001 | Croazia     | Colonia                     | "Za Tvoje Snene Oči"    |
| 2002 | Slovenia    | Karmen Stavec               | "Še in Še"              |
| 2003 | Belgio      | Jessy                       | "Regardez-moi"          |
| 2004 | Bulgaria    | Malina                      | Leden Svyat             |
| 2005 | Bielorussia | Natalya Podolskaya          | "Pozdno" (Trance Remix) |
| 2006 | Svezia      | Basshunter                  | "Boten Anna"            |
| 2007 | Regno Unito | Ultrabeat vs. Darren Styles | "Sure Feels Good"       |
| 2008 | Germania    | Alex C feat. Y-Ass          | "Doktorspiele"          |
| 2009 | Francia     | Angie Be                    | "Soundwaves"            |
| 2010 | Romania     | Inna                        | "Sun Is Up"             |
| 2011 | Paesi Bassi | Clokx                       | "Time Of My Life"       |
| 2012 | Belgio      | Milk Inc.                   | "Miracle"               |
| 2013 | Norvegia    | Adelén                      | "Bombo"                 |
| 2014 | Belgio      | Kate Ryan                   | "Not Alone"             |